# Georg Späth
Georg Späth (né le 24 février 1981 à Oberstdorf) est un sauteur à ski allemand. Actif au niveau international depuis 1998, il a obtenu quatre podiums individuels en Coupe du monde, obtenus en 2004 et 2005.

## Palmarès

### Jeux olympiques
| Épreuve / Édition | Turin 2006 |
| Petit tremplin    | 12e        |
| Grand tremplin    | 20e        |
| Par équipes       | 4e         |

### Championnats du monde
| Épreuve / Édition | Épreuve / Édition | Val di Fiemme 2003 | Oberstdorf 2005 |
| Petit tremplin    | Petit tremplin    | 22e                | 5e              |
| Grand tremplin    | Grand tremplin    | 19e                | 19e             |
| Par équipes       | PT                |                    | Argent          |
| Par équipes       | GT                | 4e                 | 5e              |

### Championnats du monde de vol à ski
| Épreuve / Édition | Planica 2004 | Kulm 2006 | Oberstdorf 2008 |
| Individuel        | 4e           | 22e       | 30e             |
| Par équipes       | 4e           | Bronze    | 4e              |

### Coupe du monde
- Meilleur classement général : 9e en 2004.
- 4 podiums individuels dont 1 deuxième place et 3 troisièmes places.
- 3 podiums par équipes dont 1 victoire